# شبه جزيرة ساي كونغ
شبه جزيرة ساي كونغ (بالصينية: 西貢半島، وتُنطَق باللغة الكانتونية: ساي كونغ بون تو) هي شبه جزيرة تقع بأقصى شرقيّ منطقة الأقاليم الجديدة في هونغ كونغ. حازت المنطقة اسمها نسبةً إلى بلدة ساي كونغ الواقعة في جنوب شبه الجزيرة الأوسط. على الصعيد الإداري، يتبع جنوب شبه الجزيرة مقاطعة ساي كونغ، وشمالها مقاطعة تاي بو، وشمال غربيّها مقاطعة شا تين. حتى الآن لا زالت معظم أرض ساي كونغ مهجورةً ولم يصل إليها التمدد العمراني، كما أنَّ معظم مناطقها الطبيعية محمية ضمن متنزهات وطنية. كما تعد وجهةً شائعةً لمحبّي المشي في البرية، ولقاصدي الشواطئ الرملية ذات المياه الصافية.